# Arkane Studios
- マイクロソフト > ゼニマックス・メディア > Arkane Studios
- Xbox > Xbox Game Studios > Arkane Studios

Arkane Studios SASU（アーケインスタジオ）は、リヨンを拠点とするフランスのコンピュータゲーム開発企業。 1999年に設立され、2002年に同社初の作品『アークス・ファタリス』を発売した。同社は、リヨンのスタジオ「Arkane Lyon（アーケイン・リヨン）」の他に、2006年7月からテキサス州オースティンで「Arkane Studios LLC」  (商号：Arkane Studios Austin（アーケインスタジオ・オースティン）) を運営している。Arkaneは『Dishonoredシリーズ』の制作で最も知られている。

## 歴史

### 創業
創業者の一人、ラファエル・コラントニオは、1990年代にエレクトロニック・アーツ（EA）のフランスオフィスにおける『System Shock』などのOrigin Systemsの一部作品の品質保証及びローカライズチームに所属していた。コラントニオは、1990年代後半にPlayStationの発売に伴いEAに変化が生じ、同社はスポーツタイトルに更なる関心を示し、Originのような企業からの非スポーツタイトルを避けたと指摘した。コラントニオはEAを退社し、 Infogramesで短期間勤務した後、叔父からの資金援助を受けてArkaneを共同設立することができた。彼らの最初の目標は、『Ultima Underworld: The Stygian Abyss』の2番目の続編を作成することだった。コラントニオノは、1999年10月1日に115万フランの出資でフランスのリヨンに会社が設立された際の11人の創業者（うち、6人が開発者）の1人であった。

### 2000年代

Arkane Studiosの最初のロゴ (1999～2020年)

コラントニオは『Ultima Underworld』の元の開発者の1人、ポール・ニューラスからサポートを受けていたが、権利を所有していたEAは、彼らの規定の一部を受け入れない限り、ArkaneがEAのIPで続編を作ることを許可しなかった。コラントニオは受け入れを拒否し、代わりにArkaneに『Ultima Underworld』の精神作『アークス・ファタリス』のゲームに着手させた。コラントニオはパブリッシャーを見つけるのに苦労しており、財源がつきかけていた彼らは、ある小さなパブリッシャーと契約したが、そのパブリッシャーは月内に倒産し、その後、JoWooD Productionsをパブリッシャーとして確保し、最終的に2002年に『アークス・ファタリス』が発売された。同作は好評だったが、商業的には失敗したと見なされた。
『アークス・ファタリス』の批評家の称賛により、ArkaneはValveと協力してSourceエンジンで新しいタイトルを開発する機会を得て、コラントニオは続編の『アークス・ファタリス2』の制作を選択した。しかし、最初のゲームの売れ行きが悪かったため、パブリッシャーを見つけるのは難しかった。彼らはUbisoftから話を持ち掛けられ、『アークス・ファタリス』のゲームエンジンを『マイト・アンド・マジック』に適用するよう依頼された。これが2006年10月に発売された『ダークメサイア オブ マイト&マジック』であり、同作では『アークス・ファタリス』の1人称近接戦闘を、ロールプレイング要素をあまり重視せずに改良した。この間、コラントニオはフランスからテキサス州オースティンに移り、2006年6月にArkane Austinを設立する間、メインスタジオを同僚に任せた。次の数年間、開発業務のほとんどは有利な経済状況のために制作費が安いリヨンのスタジオで行われ、オースティンのスタジオは他のスタジオとの関係を確立して職務著作プロジェクトを生み出し、Arkane独自のプロジェクトを強化するために用いられた。
2006年から2007年にかけて、同社はValveと協力して、『Half-Lifeシリーズ』のスピンオフ ゲーム『Ravenholm』を開発し、ウォーレン・スペクターのJunction Point Studiosが以前に行った作業を拡張した。 ArkaneとValveは協力して、プレイ可能なアルファビルド用に約 9 ～ 10のレベル（ステージ）を制作したものの、プロジェクトはキャンセルされた（これまでのプロジェクトの遅延とコストが原因であると考えられている）。『ダークメサイア』の完成後、ArkaneはSourceエンジンを使用したファーストパーソン・シューティングゲームの新作『The Crossing』の開発を開始した。コラントニオは『The Crossing』を「クロスプレイヤー」と表現し、ゲームプレイは主にシングルプレイヤーであるが、オンラインのマルチプレイヤー要素の影響を受けている。このタイトルの予算は約1500万ドルであったことが、契約に厳格な規則や要件を含めないパブリッシャーを見つけるのを難しくしていた。コラントニオは最終的に彼にとって満足のいく1つのオファーを見つけたが、スタジオはEAから同社がスティーヴン・スピルバーグと開発中のゲーム『LMNO』の開発支援の話を持ち掛けられた。EAのオファーはより価値があり、より安定していたため、コラントニオは『The Crossing』をキャンセルして、スタジオを『LMNO』に集中させることにした。ただし、この約2年後、EAも『LMNO』の開発中止を選択し、Arkaneは数年間補助的な役割を引き受けざるを得なくなった。これには、Activisionの『Call of Duty: World at War』のマルチプレイヤー要素の開発や、 2K Marinの『BioShock 2』の「デザイン、アニメーション、およびアート」の支援が含まれる。
オースティンのスタジオを成長させようとしているときに、コラントニオは、キャリアの早い段階で出会い、連絡を取り合っていたゲーム開発者のハーベイ・スミスと会った。コラントニオとスミスは、2人に似たような才能がいくつかあることを認識しており、当初は2人が同じスタジオで作業するのは煩わしいと感じていたが、同じゲームに一緒に取り組んでいる場合、彼らの才能がどのようにうまく調和するかを考えた。彼らはすぐに『Dishonored』の基礎に結びつく「忍者ピッチ」を考案し、スタジオでの責任をどのように分担するかを考え出した。スミスは 2008 年に正式にArkaneに参加した。

### 2010年代
2010年に入ると、独自作がなく、契約の仕事が減少し始めたため、スタジオはコスト削減のためにスタッフを解雇する準備をしていた。彼らは、封建時代の日本を舞台にしたステルスベースのゲームのアイデアを有し、そのゲームに『Dishonored』という名前を付けたいと考えていたベセスダ・ソフトワークスから話を持ち掛けられ、ベセスダはこの仕事にArkaneの才能が理想的であると感じ、彼らとこのタイトルでの契約を望んでいた。コラントニオによると、ベセスダの開発担当副社長トッド・ヴォーンは、『アークス・ファタリス』とその続編でのArkaneの作品を見てきており、ベセスダはこれらに興味を持っていたが、彼らが連絡を取ってきた時にはArkaneは別会社との取引を決定していたという。ヴォーンはArkane に、一人称没入型ゲームの販売に関心があり、Arkaneが唯一の選択肢であると語った。コラントニオは、『アークス・ファタリス』と『The Elder Scrolls』ゲームの類似点を考慮して、ベセスダがArkaneにとって最適であると認識した。Arkaneは数か月間契約の下で仕事を行っていたが、最近id Softwareを買収した後のゼニマックスの更なる成長の一環として、2010年8月までにベセスダの親会社であるゼニマックス・メディアに完全に買収された。財政的支援と優れたゲームデザインを評価する親会社のおかげで、Arkaneには、コラントニオとスミスが以前に発展させた忍者ピッチに基づいてBethesdaのDishonoredのオリジナルコンセプトを改良する時間と創造的な自由があり、『Dishonored』の名称とステルスの側面を維持しつつ、舞台を日本からロンドンにインスパイアされたものに移行した。『Dishonored』は2012年に発売された。
スミスはフランスに移り、2016年11月に発売された続編『Dishonored 2』でリヨンスタジオを率い、コラントニオはオースティンスタジオに滞在して『System Shock』と『アークス・ファタリス』の精神的続編『Prey』（2017年発売）の開発を主導した（Human Head Studiosが手掛けた2006年のゲーム『Prey』とは内容的には関係がない）。
『Prey』発売から約2か月後の2017年6月、コラントニオはArkaneの社長を辞任すると発表し、声明の中で「息子と一緒に時間を過ごし、自分と自分の将来にとって何が重要かを考える時が来た」と述べた。スミスはオースティンスタジオの運営を引き継ぎ、コラントニオはリヨンスタジオに残り、新運営への移行を支援した。
Arkaneは、『Dishonored 2』と『Prey』のサポートを終了した際に他のゼニマックススタジオを支援した。これらには、Bethesda Game Studiosの『Fallout 76』のサポート、MachineGamesの『Wolfenstein: Youngblood』および『Wolfenstein: Cyberpilot』のレベルデザインサポートが含まれる。ベセスダのE3 2019記者会見で、Arkane Lyonはプレイヤーキャラクターがタイムループに囚われるSFベースのファーストパーソン・シューティングゲーム『Deathloop』を発表した。

### 2020年代
2021年3月にゼニマックス・メディアはマイクロソフトに75億米ドルで買収され、マイクロソフトの一部となった。
デスループの発売後の2021年10月、17年間Arkane Lyonの責任者を務めたロムアルド・カプロンは、辞任することを明らかにし、ディンガ・バカバ、セバスチャン・ミットン、Hugues Tardif、Morgan Barbeがスタジオの管理を担うと発表した。カプロンは、「何か新しいことに挑戦する必要がある」と感じたと語り、「私の目標は、コンピュータゲーム会社やその他の人々が彼らの創造的なビジョンを実現するのを支援し続けることです。それが私がやりたいことだからです」と述べた。バカバは、2021年11月にArkane Lyonのスタジオヘッドに指名された。

## ゲーム開発
| 年     | 題名                                | プラットフォーム                                             | パブリッシャー                 | ノート |
| ------ | ----------------------------------- | ------------------------------------------------------------ | ------------------------------ | --- |
| 2002年 | アークス・ファタリス                | Windows、Xbox                                                | JoWooD Productions             | |
| 2006年 | ダークメサイア オブ マイト&マジック | Windows、Xbox 360                                            | ユービーアイソフト             | |
| 2009年 | カルマスター                        | iOS                                                          | マジェスコ・エンタテインメント | |
| 2012年 | Dishonored                          | PlayStation 3 、PlayStation 4 、Windows、Xbox 360、 Xbox One | ベセスダ・ソフトワークス       | |
| 2016年 | Dishonored 2                        | PlayStation 4、Windows、Xbox One                             | ベセスダ・ソフトワークス       | 2006年にArkane Austinが設立されて以来、Arkane Lyonが単独で開発する最初のタイトル。これ以前は、両方のスタジオが同じゲームに取り組んでいたが、その後、両方のスタジオが独自のプロジェクトに取り組んでいった |
| 2017年 | Prey                                | PlayStation 4、Windows、Xbox One                             | ベセスダ・ソフトワークス       | Arkane Austin開発 |
| 2017年 | Dishonored: Death of the Outsider   | PlayStation 4、Windows、Xbox One                             | ベセスダ・ソフトワークス       | |
| 2019年 | Wolfenstein: Youngblood             | Nintendo Switch 、PlayStation 4、Windows、Xbox One           | ベセスダ・ソフトワークス       | MachineGamesとの共同開発 |
| 2019年 | Wolfenstein: Cyberpilot             | PlayStation 4、Windows                                       | ベセスダ・ソフトワークス       | MachineGamesとの共同開発 |
| 2021年 | DEATHLOOP                           | PlayStation 5 、Windows、Xbox Series X/S                     | ベセスダ・ソフトワークス       | Arkane Lyon開発 |
| 2023年 | Redfall                             | Xbox Series X/S、Windows                                     | ベセスダ・ソフトワークス       | Arkane Austin開発 |
| 未定   | Marvel's Blade                      | 未定                                                         | ベセスダ・ソフトワークス       | Arkane Lyon開発 |

『Prey』にCryEngineを使用するなど、サードパーティ製のゲームエンジンでの開発に加えて、 スタジオはまた、Id TECH5エンジンの大幅に変更されたバージョンに基づく、独自のVoidエンジンを開発し、『Dishonored 2』と『デスループ』に使用している。『Dishonored 2』のアートディレクターのセバスチャン・ミットンによると、VoidはId Tech5の約20%を使用しており、残りはより大きく密度の高い地図を持つように書き換えられているという。

### キャンセルされたゲーム
| キャンセル年 | 作品名              | プラットフォーム  | パブリッシャー           |
| ------------ | ------------------- | ----------------- | ------------------------ |
| 2007年       | Return to Ravenholm |                   | Valve                    |
| 2009年       | The Crossing        | Windows、Xbox 360 |                          |
| 2010年       | LMNO                | Windows           | エレクトロニック・アーツ |